# 吉爾福德縣
吉爾福德县（英語：Guilford County）是美国北卡罗来纳州北部的一個縣，面積1,703平方公里。根据2020年美國人口普查，共有人口54萬1,299人。縣治格林斯伯勒（Greensboro），縣政府位於海因波特（High Point）。該縣成立於1770年12月5日，縣名紀念英国貴族第一代吉爾福德伯爵法蘭西斯·諾斯（英国首相諾斯勳爵腓特烈·諾斯之父）。

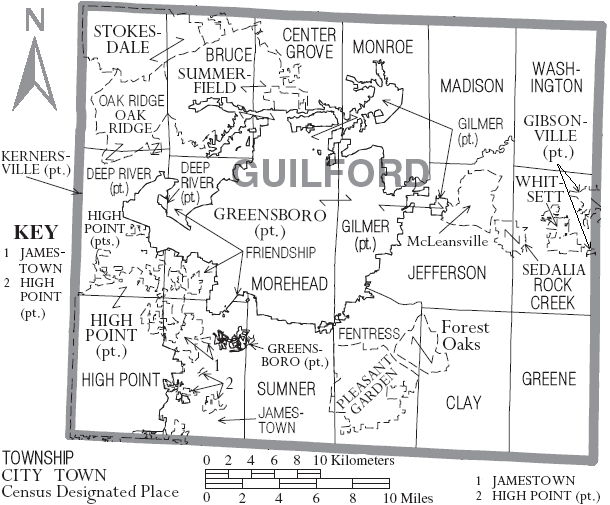
吉爾福德郡地圖